# Alexandre Deschapelles
Alexandre Louis Honore Lebreton Deschapelles (ur. 7 marca 1780 w Ville-d’Avray, zm. 27 października 1847 w Paryżu) – francuski szachista, nieoficjalny mistrz świata w latach 1800–1821.

## Życiorys
Walczył w armii napoleońskiej. Utracił prawą rękę w bitwie pod Moguncją, pozostawiony był na polu bitwy jako poległy. Pomimo utraty ręki był znany jako najlepszy bilardzista we Francji. Pasjonowały go wszelkie gry, był legendarnym rezydentem sławnej paryskiej kawiarni Café de la Régence. Twierdził, że nauka gry w szachy zabrała mu trzy dni. Ponad szachy przedkładał grę w wista, ze względu na wyższe stawki, jakie można było przy kartach uzyskać. We współczesnym brydżu, następcy dziewiętnastowiecznego wista, znany jest manewr Deschapelles, który polega na poświęceniu własnej figury w celu wyrobienia dojścia do ręki partnera w kolorze, w którym została poświęcona figura. Deschapelles w mistrzowski sposób opanował grę w warcaby polskie, z dużym powodzeniem grywał również w tryktraka.
W 1821 roku w Saint-Cloud pod Paryżem Deschapelles rozegrał szachowy trójmecz. Jego przeciwnikami byli: jego uczeń i towarzysz z Café de la Régence Louis de la Bourdonnais oraz szkocki mistrz szachowy John Cochrane. Deschapelles jako uznany mistrz grał wszystkie partie bez piona f7 dając oprócz tego przeciwnikom możliwość wykonania dodatkowego ruchu na początku partii. Łatwo pokonał Cochrane'a +7 -0 =0, uległ jednak swojemu uczniowi +0 -7 =0. Od tego meczu uważa się La Bourdonnais'a za nieoficjalnego mistrza świata, jako że łatwo uporał się również z Cochranem +6 -1 =0. Deschapelles oddał pierwszeństwo swojemu uczniowi i przestał grywać w szachy, preferując większe przychody z gry w wista. W 1836 roku jednakże rozegrał jeszcze jeden odnotowany przez potomnych mecz. Tradycyjnie dając przeciwnikowi piona i dwa ruchy przewagi zremisował z Pierre’em Saint-Amantem +1 -1 =1.